# إلدفيل
إلدفيل وهو أحد البراكين الموجودة في جمهورية أيسلندا على جزيرة هيماي (بالإنجليزية: Heimaey)‏ ويرتفع البركان حوالي 200 متر عن مستوى سطح البحر وتجدر الإشارة إلى أن آخر ثوران للبركان كان في عام 1973.

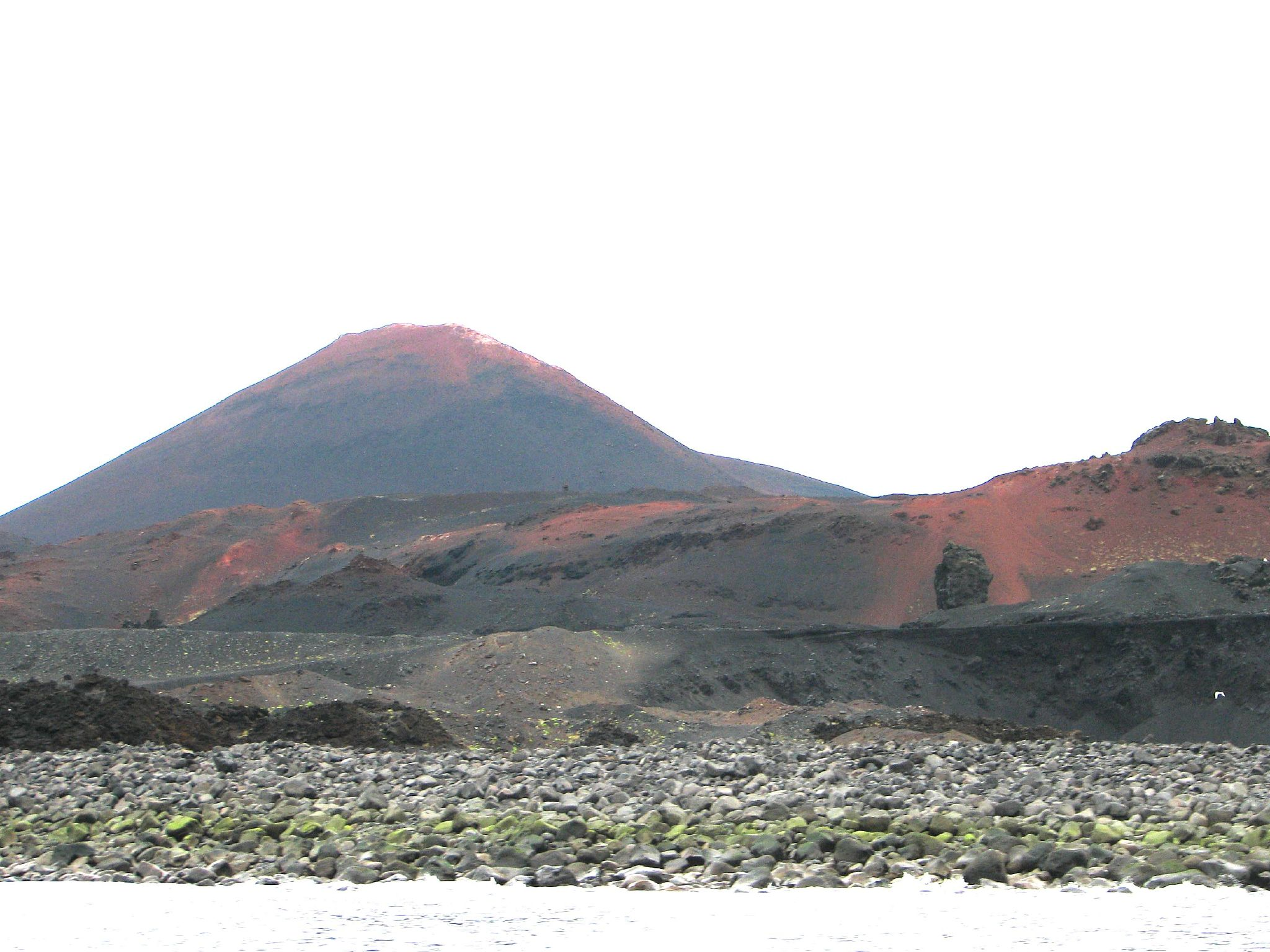
صورة لبركان إلدفيل في حزيران - يونيو من سنة 2007